# Salacia pyriformis
Salacia pyriformis là một loài thực vật có hoa trong họ Dây gối. Loài này được (Sabine) Steud. miêu tả khoa học đầu tiên năm 1909.